# Van Hool AG280T

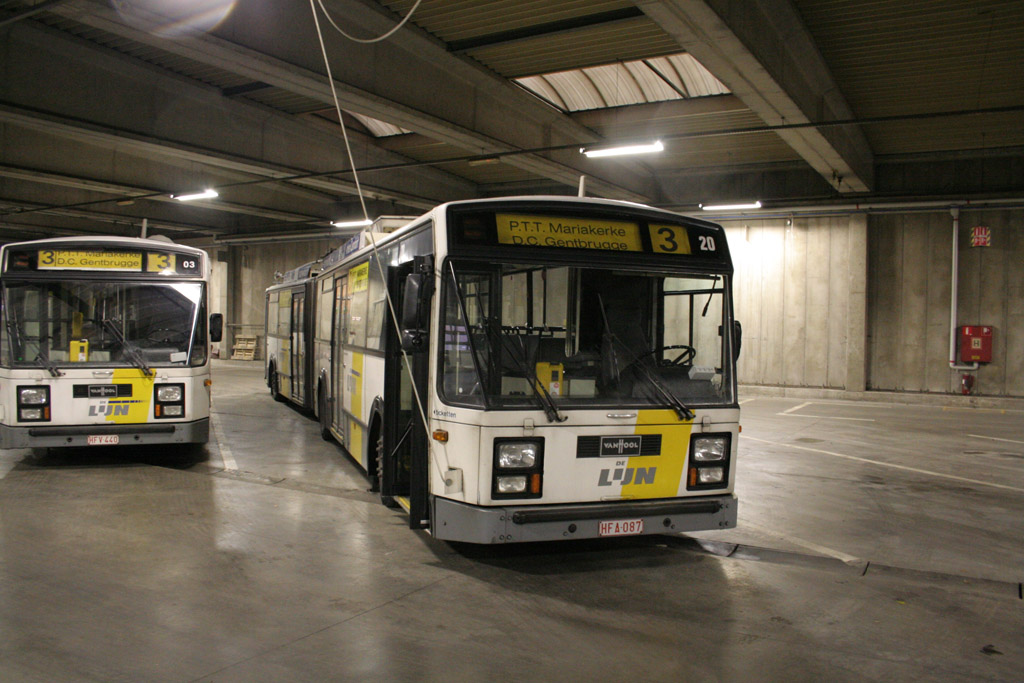
De Lijn-trolleybus 7420 in de trolleyloods te Gentbrugge.

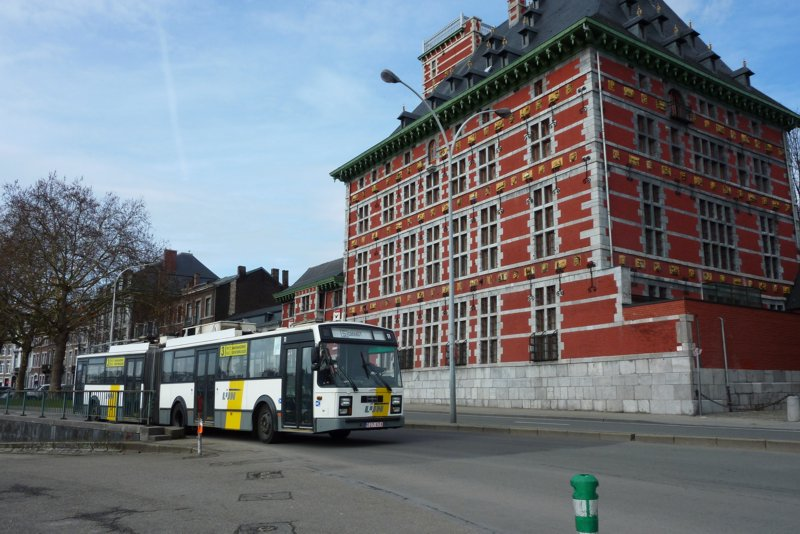
De ex-De Lijn 7411 (museumtrolley) in Luik in februari 2010.

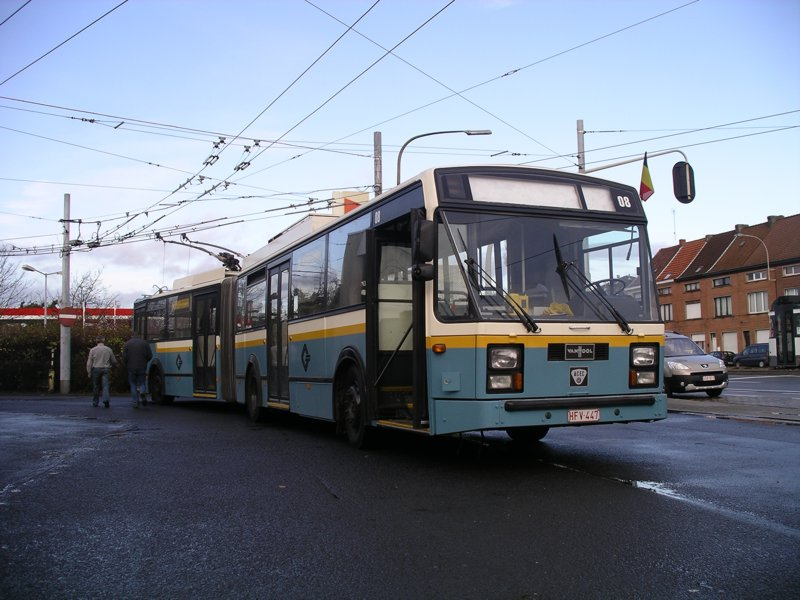
De De Lijn 7408 (museumtrolley) op de koer van de trolleyloods in november 2009.

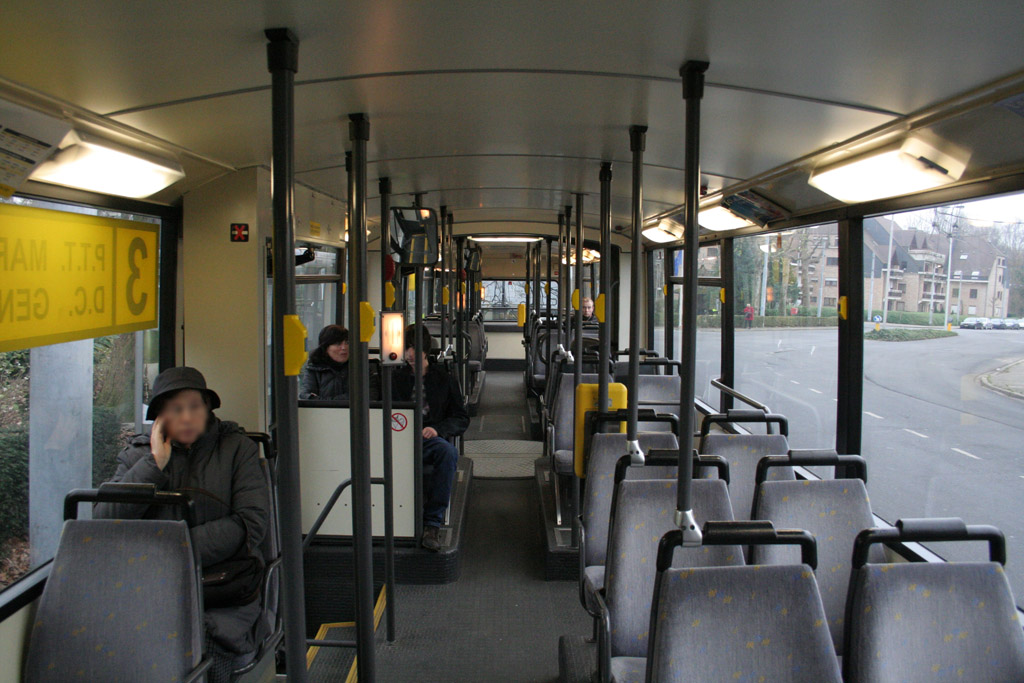
Interieur van de trolleybus.

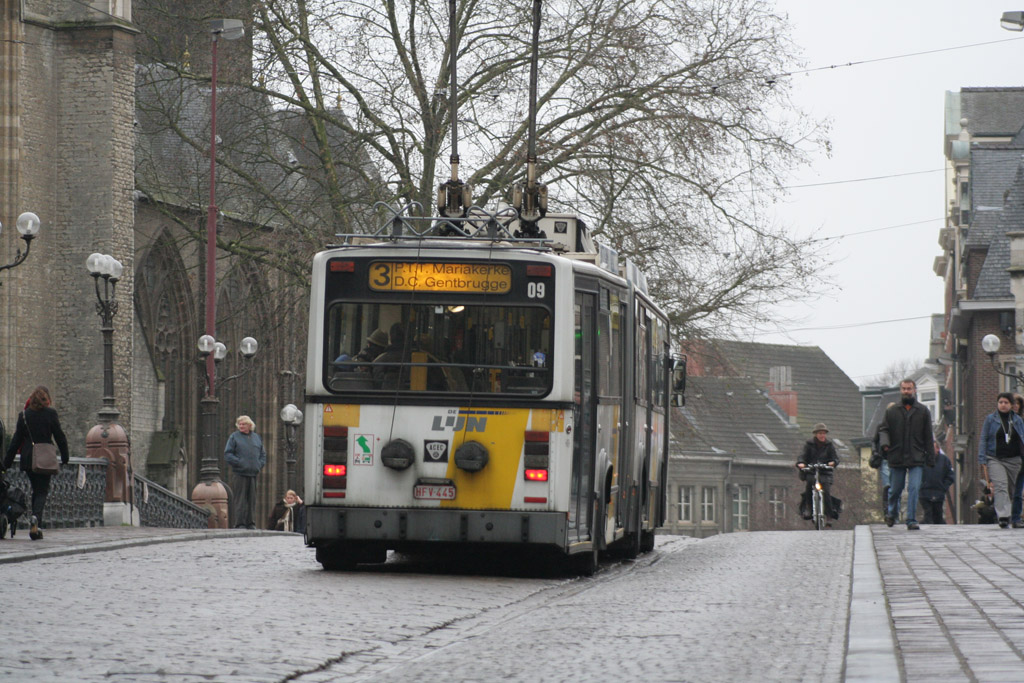
Achterzijde van de trolleybus.

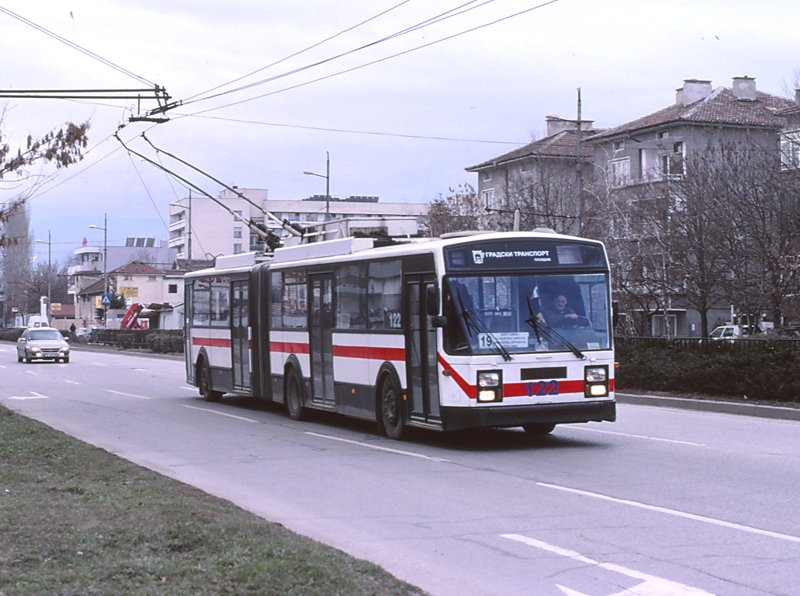
Een trolleybus uit Gent onderweg in het Bulgaarse Plovdiv

De Van Hool AG280T was een geleed trolleybustype uit 1988, gebouwd voor de enige trolleybuslijn 3 van de Belgische stad Gent.
De trolleybus kwam er vanwege de Belgische wafelijzerpolitiek. Charleroi en Antwerpen hadden hun premetro's, en daarom moest Gent ook iets hebben. Om een nieuw exportproduct te promoten, viel de keuze op een trolleybus van de Belgische bussenbouwer Van Hool. De elektrische installatie was overigens afkomstig van ACEC.
De bus beschikte over een diesel-hulpmotor die gebruikt werd voor het overbruggen van korte omleidingen of om de stelplaats buiten te rijden tot aan het begin van de bovenleiding, of omgekeerd.
In de jaren 1987 en 1988 werden 20 trolleybussen gebouwd en geleverd. Deze gelede trolleys hadden een lengte van 18 meter en de capaciteit van de gelijkaardige gelede dieselbussen.
De trolleybussen waren bij hun afvoer iets ouder dan 20 jaar en behoorden daarmee tot de oudste busseries in België. In 2009 werden zij vervangen door nieuwe gelede dieselelektrische hybride bussen. Dit betekende meteen het einde van de trolleybus in België.
In 2009 werden 15 Gentse trolleybussen verkocht aan het openbaarvervoerbedrijf van de Bulgaarse stad Plovdiv (Bulgarije). Trolleybus 7408 wordt in Gent bewaard als museumtrolley en trolleybus 7411 werd gekocht door een privéliefhebber ook als museumtrolley.

## Belangrijkste gegevens AG280T
| Serie                | De Lijn 7401-7420    |
| Bouwjaren            | 1987-1988            |
| Chassis              | Van Hool AG280T-ACEC |
| Carrosserie          | Van Hool             |
| Lengte               | 18 meter             |
| Aantal zitplaatsen   | 46                   |
| Aantal staanplaatsen | 92                   |

## Trivia
- Het cijfer 74XX was alleen administratief. De bussen waren aan de buitenkant alleen voorzien van de laatste twee cijfers.
- Op lijn 3 mocht er bij alle deuren worden in- en uitgestapt. Hiervoor waren de bussen voorzien van drukknoppen bij alle deuren en stond er ook bij elke deur een ontwaardingsapparaat.
- In 2001 werden de 7412 en 7414 gereviseerd bij Van Hool.
- De 7403, 7410, 7410 en 7417 werden in 1996 en 1997 verhuurd aan Oostnet, destijds de exploïtant van de Arnhemse trolleybus. De 7403 bleef tot 1999.